# Jafet, der søger sig en Fader II. Værtshuset ved Mount Castle
|  | Sammenskrivningsforslag Artiklen Jafet, der søger sig en Fader II. Værtshuset ved Mount Castle er foreslået føjet ind i Jafet, der søger sig en Fader, I-IV. (Siden januar 2023) Diskutér forslaget |

|  | Denne artikel er oprettet af botten Steenthbot ud fra en ekstern database. Den kan derfor have sproglige fejl eller mangler. Denne skabelon kan fjernes efter kontrol af indholdet. |

Jafet, der søger sig en Fader II. Værtshuset ved Mount Castle er en dansk stumfilm fra 1922 instrueret af Emanuel Gregers.

## Handling
Vennerne Jafet og Tim rejser til London sammen med zigøjnerpigen Fleta. Her lykkes det Jafet at skaffe sig adgang til det finere borgerskab, hvor zigøjnerdronningen Nattée har spået, at han skulle finde sin far. Gennem et mystisk brev mærket med initialerne J.N. får han indsigt i en rystende familietragedie, i hvilken den højt ansete Lord Windermear spiller en rolle. Det viser sig imidlertid, at initialerne på brevet tilhører Lord Windermears nevø, som Jafet af forskellige årsager nu må udgive sig for at være. Han finder nye, trofaste venner i selskabslivet, hvilket kommer ham til gode, da mørke skyer pludselig trækker sammen over Jafet og Tim. En uhyggelig, gammel landevejskro bliver baggrund for en række dramatiske begivenheder.
’Værtshuset ved Mount Castle’ er anden del af ’Jafet, der søger sig en Fader’, som blev udgivet i september og oktober 1922. De fire film i serien er baseret på Kaptajn Marryats tobindsværk fra 1836 – 'Mr Midshipman Easy' og 'Japhet, in Search of a Father' – samt inspireret af andre af forfatterens kendte værker. Hovedrollerne som Tim og Jafet spilles af henholdsvis Carlo Wieth og Rasmus Christiansen.

## Medvirkende
- Carlo Wieth, Jafet Newland
- Rasmus Christiansen, Tim, Jafets ven
- Frederik Jacobsen
- Gerhard Jessen, Den fremmede
- Carl Lauritzen, Lord Windermear
- Ebba Buch
- Knud Rassow
- Svend Melsing